# Precisamos Falar
Precisamos Falar é um filme de drama brasileiro dirigido por Pedro Waddington e Rebeca Diniz com roteiro de Sérgio Goldenberg e supervisão de roteiro de George Moura. O filme é uma adaptação do best-seller mundial O Jantar, de Herman Koch. Produzido pela Conspiração Filmes, o longa tem previsão de lançamento para 2025 nos cinemas.
Estrelado por Marjorie Estiano, Alexandre Nero, Emílio de Mello e Hermila Guedes, o filme teve sua première na 26ª edição do Festival do Rio.

## Sinopse
Na trama, dois casais de classe média alta, Sandra (Marjorie Estiano) e Alexandre (Alexandre Nero), e Celso (Emílio de Mello) e Anna (Hermila Guedes), veem suas vidas serem abaladas por um crime chocante: seus filhos adolescentes, após uma festa, cometem um assassinato cruel contra uma mulher que dormia em um caixa eletrônico. Enquanto experimentam sentimentos semelhantes, suas reações diante do ocorrido são completamente opostas. As imagens das câmeras de segurança do banco não permitem a identificação dos assassinos, mas o caso ganha enorme repercussão, levando os pais a descobrirem que seus filhos são os culpados. No entanto, nem todos os adultos estão dispostos a revelar à polícia o que realmente aconteceu. A partir desse momento, surge a grande questão: "Até onde os pais estão dispostos a ir para proteger aqueles que amam?".

## Elenco
| Ator/Atriz       | Personagem |
| ---------------- | ---------- |
| Marjorie Estiano | Sandra     |
| Alexandre Nero   | Alexandre  |
| Emílio de Mello  | Celso      |
| Hermila Guedes   | Anna       |
| Thiago Voltolini | Michel     |
| Cauê Campos      | Jefferson  |
| Guilherme Cabral | Rick       |
| Julia Svacinna   | Valéria    |